# Lance Kramer
Pour les articles homonymes, voir Kramer.
Lance Kramer est un réalisateur et animateur américain. Il est principalement connu pour son travail pour la série télévisée américaine, Les Simpson, depuis la onzième saison. Il a aussi été assistant-réalisateur sur le film Tom et Jerry, le film.

## Biographie
Il est diplômé de l'Université de Bismarck, à Bismarck dans le Dakota du Nord. Il obtient aussi un diplôme dans la production de film à l'Université d'État de San Diego.
À l'occasion du festival d'animation de Spike & Mike de 1991 il réalise un court-métrage de deux minutes, Denny Goes Air-Surfing. Dans celui-ci un petit dragon nommé Denny décide de surfer sur les ailes d'un Boeing 747 accompagné de la chanson de rock instrumental de Joe Satriani, Surfing with the Alien (ses autres réalisations peuvent être trouvées sur son site officiel).
En 1992, il assiste Phil Roman à la réalisation du premier long-métrage sur Tom et Jerry, Tom et Jerry, le film.
Depuis 2000, il réalise en moyenne un ou deux épisodes des Simpson par saison.

## Filmographie

### Réalisateur

#### Les Simpson
| Année | Titre                                 | Titre original                | Saison | Épisode | Scénariste                                  |
| ----- | ------------------------------------- | ----------------------------- | ------ | ------- | ------------------------------------------- |
| 2000  | Courses épiques                       | Saddlesore Galactica          | 11     | 13      | Tim Long                                    |
| 2000  | À bas le sergent Skinner              | Skinner's Sense of Snow       | 12     | 8       | Tim Long                                    |
| 2001  | Aphrodite Burns                       | Hunka Hunka Burns in Love     | 13     | 4       | John Swartzwelder                           |
| 2002  | La Dernière Folie de grand-père       | The Old Man and the Key       | 13     | 13      | Jon Vitti                                   |
| 2003  | Le Député Krusty                      | Mr. Spritz Goes to Washington | 14     | 14      | John Swartzwelder                           |
| 2005  | Bébé Nem                              | Goo Goo Gai Pan               | 16     | 12      | Dana Gould                                  |
| 2007  | Escroc à grande échelle               | Crook and Ladder              | 18     | 19      | Bill Odenkirk                               |
| 2007  | Millie le petit orphelin              | Little Orphan Millie          | 19     | 6       | Mick Kelly                                  |
| 2008  | Une histoire fumeuse                  | Smoke on the Daughter         | 19     | 15      | Billy Kimball                               |
| 2008  | Sexe, Mensonges et Gâteaux            | Sex, Pies and Idiot Srapes    | 20     | 1       | Kevin Curran                                |
| 2009  | La Conquête du test                   | How the Test Was Won          | 20     | 11      | Michael Price                               |
| 2009  | Super Homer                           | Homer the Whooper             | 21     | 1       | Seth Rogen et Evan Goldberg                 |
| 2010  | L'Œil sur la ville                    | To Surveil with Love          | 21     | 20      | Michael Nobori                              |
| 2014  | Vu à la télé                          | Specs and the City            | 25     | 11      | Brian Kelley                                |
| 2015  | Brute de brute                        | Bull-E                        | 26     | 21      | Tim Long                                    |
| 2016  | Amis et Famille                       | Friends and Family            | 28     | 2       | J. Stewart Burns                            |
| 2017  | Professeur Homer                      | The Caper Chase               | 28     | 19      | Jeff Westbrook                              |
| 2018  | Un gaucher gauche                     | Left Behind                   | 29     | 19      | Al Jean, Joel H. Cohen et John Frink        |
| 2018  | C'est la trentième saison !           | 'Tis the 30th Season          | 30     | 10      | Jeff Westbrook, John Frink et Joel H. Cohen |
| 2021  | Les Rois du burger                    | Burger Kings                  | 32     | 18      | Rob LaZebnik                                |
| 2023  | Clown contre ministère de l'Éducation | Clown V. Board of Education   | 34     | 21      | Jeff Westbrook                              |

#### Futurama
- 2012 : Il était une fois Farnsworth...
- 2013 : T.: The Terrestrial
- 2013 : Leela and the Genestalk

### Animateur
- 1992 : Tom et Jerry, le film (également assistant réalisateur)
- 1992-2014 : Les Simpson (84 épisodes)
- 1997 : Les Rois du Texas (1 épisode)
- 2014 : The Simpsons Take the Bowl